# 세스나 T-41 메스칼레로

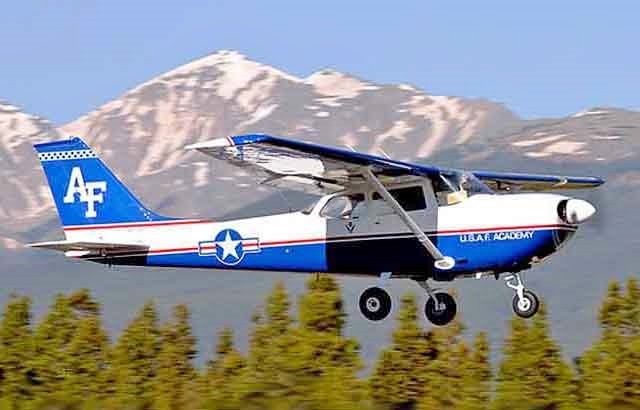

세스나 T-41 메스칼레로(Cessna T-41 Mescalero)는 인기 있는 세스나 172의 군용 버전으로 미국 공군과 육군은 물론 다양한 국가의 군대에서 조종사 훈련기로 운용하고 있다.

## 변형
T-41A를 제외하고 대부분의 T-41 변형은 세스나 175 스카이라크형 인증에 따라 인증되었다.

### T-41A
145hp 컨티넨털 O-300을 탑재한 학부생 조종사 훈련용 세스나 172F, 172G, 172H의 미국 공군 버전이다. 230대가 제조되었다.: 170(172F), 26(172G), 34(172H)

### T-41B
연료 주입식 210hp(157kW) 컨티넨털 IO-360-D 또는 -DE로 구동되는 미국 육군 버전은 정속 프로펠러를 구동하고 28V 전기 시스템, 분사 가능한 도어, 개방 가능한 오른쪽 전면 창, 6.00x6 노즈 휠 타이어 및 군용 항공 전자 공학. 수하물 문이 제거되었다. 255대 생산됐다.(모두 모델 R172E).

### T-41C
14V 전기 시스템, 고정 피치 프로펠러, 민간 항공 전자 장치 및 앞좌석 2개만 갖춘 USAF 아카데미 버전이다. 총 52대가 제조됐다. R172E는 45개, R172F는 7개이다.

### T-41D
28V 전기 시스템, 4개의 좌석, 부식 방지 처리, 강화된 플랩 및 에일러론, 수하물 도어 및 날개 장착형 파일런을 갖춘 군사 지원 프로그램 버전이다. 총 299대 건설; 34번은 R172E, 74번은 R172F, 28번은 R172G, 163번은 R172H(확장된 테일 필렛 포함)이다. 1968년 최초의 T-41D가 필리핀 공군에 인도되었다.

## 제원(T-41C)

### 일반적인 특징
- 승무원 : 1명
- 정원 : 3명
- 길이: 8.20m(26피트 11인치)
- 날개 길이: 10.92m(35피트 10인치)
- 높이: 2.69m(8피트 10인치)
- 날개 면적: 159평방피트(14.8m2)
- 공차 중량: 1,363lb(618kg)
- 총 중량: 1,134kg(2,500lb)
- 동력장치: 1 × Continental IO-360-D 6기통 공랭식 수평 대향 피스톤 엔진, 210hp(160kW)
- 프로펠러: 2엽 가변피치 프로펠러

### 성능
- 최대 속도: 125노트(144mph, 232km/h)
- 범위: 626nmi(720마일, 1,159km)
- 서비스 천장: 17,000피트(5,200m)
- 상승 속도: 880ft/min(4.5m/s)